# Starzlachtal

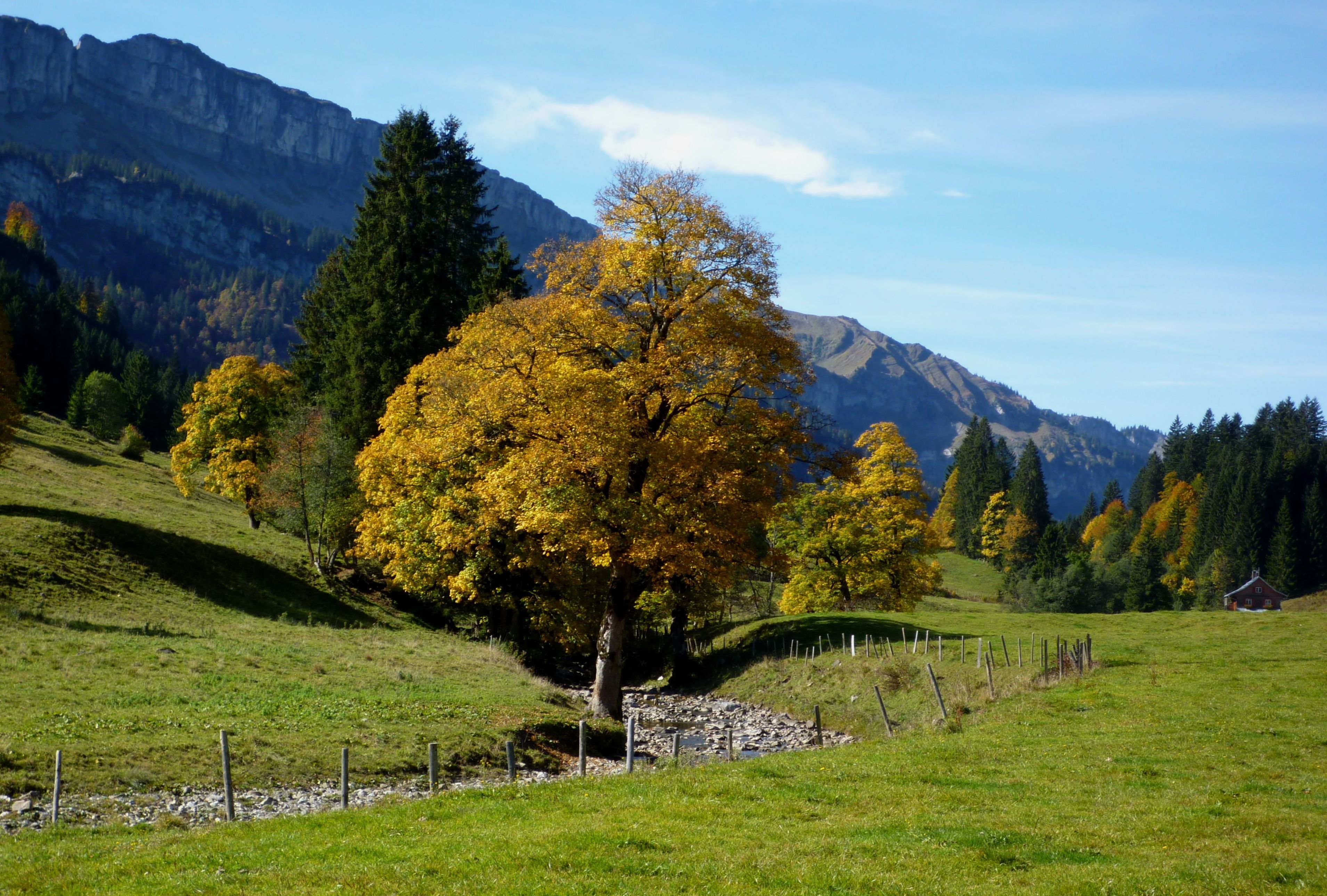
Starzlachtal nach Südwesten mit Unteren Gottesackerwänden

Das Starzlachtal (auch Rohrmooser Tal oder Rohrmoostal) ist ein Tal in den Allgäuer Alpen westlich von Oberstdorf. 

## Verlauf
Die Starzlach entspringt etwas nordwestlich von Rohrmoos kurz vor der Aibele Alpe an der europäischen Wasserscheide und mündet unmittelbar hinter der Breitachklamm unterhalb des Engenkopfes in die Breitach.

## Namensgebung
Der Name „Starzlach“ bedeutet so viel wie „sich rasch bewegen“.

## Orte
Der wichtigste Weiler im Tal ist Rohrmoos mit seinem Gasthof und der sehenswerten ältesten Holzkapelle Süddeutschlands St. Anna. Kurz vor der Grenze nach Österreich liegt Hirschgund. Auf der nördlichen und südlichen Talseite liegen jeweils mehrere Alpen. Das Tal ist durch eine asphaltierte Straße sehr gut erschlossen, wobei jedoch der Teil von Tiefenbach bis Rohrmoos mautpflichtig und die Straße von Rohrmoos bis zur Grenze für den öffentlichen Verkehr gesperrt ist.